# Vito Korleone
Don Vito "Kum" Andolini Korleone je lik romana Kum čiji je autor Mario Puzo. Po njemu je i nazvana trilogija filma Kum, u kojima se njegov lik tumače Marlon Brando (prvi deo), i Robert De Niro (drugi deo). Mnogi ga smatraju za najvećeg filmskog karaktera u istoriji filma.
Vito Korleone je i u romanu i u filmu, šef mafijaške porodice Korleone, najmoćnije mafijaške organizacije u Njujorku. Vito je ambiciozni sicilijanski imigrant, koji se naselio u Menhetnu, gde osniva najmoćnije mafijaško carstvo, ali je zadržao kodeks časti (protivi se prodaji i upotrebi opojnih droga). Kada mu je ubijen sin Santino (Soni), on nije želeo da se osveti, već je sklopio prividno primirje sa drugim mafijaškim porodicama. Nakon njegove smrti, titulu Dona i šefa porodice, uzima njegov najmlađi sin Majkl, i odmah se sveti drugim porodicama. Vito je imao pored Majkla još dva sina, Santina i Frederika (Freda), i ćerku Konstancu. Vito je usvojio Toma Hegena kao svog sina, koji postaje porodični advokat.

## Korleone
Vito je rođen u mestu Korleone. Njegov otac nije hteo de se pokori lokalnom šefu mafije Don Čiču, pa ga je ovaj ubio. Za vreme sahrane njegovog oca, njegov stariji brat je nestao u brdima želeći da se osveti za ubistvo oca, pa ga tamo presreću mafijaši i ubijaju. Vitova majka odlazi sa njim kod don Čiča i moli ga da on ne ubije Vita, pošto je mali, a Čičo joj kaže da mora da ga ubije jer će mu se ovaj osvetiti kad poraste. Vitova majka uzima nož i uzima Čiča kao taoca, a Vito joj beži. Kada je ona pustila Čiča, oni je ubijaju. Vito beži kroz grad, dok ga traže mafijaši. On se ukrcava na brod i odlazi za Njujork. U Njujorku je ubeležen kao Vito Korleone.